# Rendezvous with Annie
Rendezvous with Annie (bra: Façanha Incrível) é um filme de comédia de 1946 dirigido por Allan Dwan e escrito por Mary Loos e Richard Sale. É estrelado por Eddie Albert, Faye Marlowe e Gail Patrick. Foi lançado em 22 de julho de 1946 pela Republic Pictures.

## Elenco
- Eddie Albert como Jeffrey Dolan
- Faye Marlowe como Annie Dolan
- Gail Patrick como Dolores Starr
- Philip Reed como Tenente Avery
- C. Aubrey Smith como Sir Archibald Clyde
- Raymond Walburn como Everett Thorndyke
- William Frawley como General Trent
- James Millican como Capitão Spence
- Wallace Ford como Al Morgan
- Will Wright como Elmer Snodgrass
- Lucien Littlefield como Ed Kramer
- Edwin Rand como Phil Denim
- Mary Field como Deborah
- Richard Sale como Clarence
- Bob Foy como Operador de rádio
- Joyce Compton como Louise Grapa
- George Chandler como Sgt. Harrington
- James Flavin como Turnkey
- James Kirkwood, Sr. como Walters
- M.J. Frankovich como piloto-chefe da tripulação